# Матео Ковачић
Матео Ковачић (Линц, 6. мај 1994) хрватски је фудбалер који тренутно игра за Манчестер Сити.

## Трофеји

### Динамо Загреб
- Првенство Хрватске (2) : 2010/11, 2011/12.
- Куп Хрватске (2) : 2010/11, 2011/12.

### Реал Мадрид
- Првенство Шпаније (1) : 2016/17.
- Суперкуп Шпаније (1) : 2017.
- Лига шампиона (3) : 2015/16, 2016/17, 2017/18.
- Суперкуп Европе (2) : 2016, 2017.
- Светско клупско првенство (2) : 2016, 2017.

### Челси
- Лига шампиона (1) : 2020/21.
- Лига Европе (1) : 2018/19.
- УЕФА суперкуп (1) : 2021.
- Светско клупско првенство (1) : 2021.

### Манчестер Сити
- Премијер лига (1) : 2023/24.
- ФА Комјунити шилд (1) : 2024.
- УЕФА суперкуп (1) : 2023.
- Светско клупско првенство (1) : 2023.